# La leyenda de la nahuala
La leyenda de la nahuala eés el quart llargmetratge d'animació produït en Mèxic i el primer a exhibir-se en format digital (DTS). Es va estrenar l'1 de novembre de 2007. Simultàniament, van ser llançats productes relacionats (Banda sonora, llibre d'art i joguines de la pel·lícula). Va ser dirigida per Ricardo Arnaiz i realitzada per l'estudi d'animació Animex Estudios amb la col·laboració del Govern de Puebla.
A més de debutar en el primer lloc en taquilla, va obtenir el premi de l’ Acadèmia Mexicana d'Arts i Ciències Cinematogràfiques "Ariel" com a Millor Pel·lícula Animada en 2008 i també va obtenir el guardó atorgat per la Societat de Periodistes Cinematogràfics de Mèxic, anomenat "Diosa de Plata" per Millor Pel·lícula Animada en 2008.
En 2011 es va llançar una seqüela, La leyenda de la Llorona, el 2014 va arribar la tercera part, La leyenda de las momias de Guanajuato, el 2016 es va estrenar la quarta part La leyenda del Chupacabras, i el 2018 es va estrenar la cinquena part, La leyenda del Charro Negro, totes elles produïdes per Ánima Estudios, quan ells van adquirir els drets en 2010. Posteriorment en 2021 sortirà Las leyendas: el origen que a diferència dels lliuraments anteriors està per la seva part serà una preqüela que comptés una sèrie d'esdeveniments succeïts abans de la primera pel·lícula.
El 24 de febrer de 2017, es va estrenar una sèrie en Netflix, titulada Las Leyendas, utilitzant els personatges de la saga, no obstant això, es narra una altra història sense relació a la saga de pel·lícules. Aquest mateix any el 2 de novembre sortiria també un joc per a plataformes digitals anomenat “Las Leyendas: El Pergamino Mágico”.

## Sinopsi
La pel·lícula se situa a l’any 1807 a la ciutat de Puebla de los Ángeles, Nova Espanya. Leo San Juan, és un nen insegur de 10 anys d'edat que viu amb la seva àvia i el seu germà gran, Nando, qui l'espanta amb la llegenda de la Nahuala, segons la qual una vella casona abandonada es troba habitada per una bruixa coneguda com La Nahuala, qui fa 52 anys es va apoderar dels esperits de dues nenes, i ara cerca a un tercer esperit, ja que si l'aconsegueix el Dia de Morts, aconseguirà obtenir el poder suficient per acabar amb tots els habitants de la ciutat.
La Nahuala atrapa Nando, i la missió de Leo és rescatar-lo, superant les seves pors, i sent ajudat per la seva àvia, qui havia escapat de la Nahuala en 1755, així com per un frare franciscà anomenat Godofredo, trobant en el camí a diversos pintorescos personatges, com un alebrije, unes calaveritas de sucre i un quixotesc fantasma espanyol en armadura anomenat don Andrés. La Nahuala és ajudada per Santos, qui creu que ella és la seva mare, però la descobreix i ajuda a Leo; aquest, després de quedar lliure, l'enfronta i aconsegueix destruir la seva font de poder; posteriorment fra Godofredo, qui s'ha sacrificat per poder derrotar a la Nahuala, li dona a Leo la seva creu, encomanant-li la tasca de combatre a tots els monstres i espectres de Mèxic.
Un any després de l'ocorregut, celebren el Dia de Morts amb tots els personatges que Leo va conèixer, Fra Godofredo apareix per a assignar-los la seva pròxima missió, que és detenir a la Llorona, l'espectre d'una dona que aterreix al poble de Xochimilco, a la recerca dels seus fills.

## Repartiment

### Veus
- Andrés Bustamante (Don Andrés)
- Jesús Ochoa (Santos)
- Rafael Inclán (Alebrije)
- Martha Higareda (Xóchitl)
- Manuel "El Loco" Valdés (Lorenzo Villavicencio)
- Ofelia Medina (La Nahuala)
- Fabrizio Santini (Leo San Juan)
- Pierre Angelo (Ciego)
- Luna Arjona (Nana Dionisia)
- Mayté Cordeiro (Teodora Vicenta De La Purísima Concepción De La Inmaculada Trinidad Villavicencio)
- Bruno Coronel (Fernando "Nando" San Juan)
- Verónica De Ita (Sra. Pérez)
- Julieta Rivera (Sra. López)
- Germán Robles (Fray Godofredo)
- María Santander (Toñita San Juan)
- Carlos Segundo (Sr. López)
- Gabriel Villar (Merenguero)
- Grecia Villar (Fray Sinfonolo)

### Producció
- Ricardo Arnaiz (director)
- Omar Mustre (guió)
- Antonio Garci (guió)
- Gabriel Villar (música original)
- Eduardo J. Ahuactzin (Director De Producció)
- Jean Pierre Leleu (productor executiu)
- Soco Aguilar (productor executiu)
- Paul Rodoreda (productor executiu)
- Carlos Ostos (art)

## Premis
| Distinció                  | Organització                                                   | Tipus                                 | Candidat       | Any  | Resultat  |
| -------------------------- | -------------------------------------------------------------- | ------------------------------------- | -------------- | ---- | --------- |
| L edició dels Premis Ariel | Academia Mexicana de Artes y Ciencias Cinematográficas (Mèxic) | Millor Pel·lícula                     | Ricardo Arnaiz | 2008 | Guanyador |
| L edició dels Premis Ariel | Academia Mexicana de Artes y Ciencias Cinematográficas (Mèxic) | Millor Banda Sonora (Música Original) | Gabriel Villar | 2008 | Nominat   |
| Diosa de Plata             | Sociedad de Periodistas Cinematográficos de México             | Millor Pel·lícula Doblada             | Ricardo Arnaiz | 2008 | Guanyador |